# Rhus undulata
Rhus undulata là một loài thực vật có hoa trong họ Đào lộn hột. Loài này được Jacq. miêu tả khoa học đầu tiên năm 1798.